# Doiber Straße
Die Doiber Straße (B 58) ist eine Landesstraße in Österreich. Sie verläuft auf einer Länge von 11,8 km im äußersten Süden des Burgenlandes. Beginnend im Tal der Raab südlich von Jennersdorf führt sie zur Staatsgrenze nach Slowenien. Benannt ist sie nach dem Ort Doiber, der nahe ihrem Anfang liegt, durch den sie aber nicht führt.

## Geschichte
Die Liebauer Straße gehört seit dem 1. Juli 1926 zum Netz der Landesstraßen im Burgenland.
Die Doiber Straße gehört seit dem 1. Jänner 1972 zum Netz der Bundesstraßen in Österreich.